# Bezonde
Die Bezonde ist ein Fluss in Frankreich, der im Département Loiret in der Region Centre-Val de Loire verläuft. Sie entspringt im Gemeindegebiet von Nesploy, entwässert generell Richtung Ost bis Nordost und erreicht unterhalb von Saint-Maurice-sur-Fessard den aufgelassenen Schifffahrtskanal Canal d’Orléans, der ihm zunächst als Seitenkanal folgt. Beim Weiler Montraversier (Gemeinde Pannes) mündet der Kanal vollends in die Bezonde, die ab hier als kanalisierter Fluss dem Kanal dient. Das eigentliche Flussbett ist hier nur mehr in begradigten Flussschleifen sichtbar. Beim Weiler Buges (Gemeinde Corquilleroy) erreicht die Bezonde unter der Bezeichnung Canal d’Orléans den Schifffahrtskanal Canal du Loing, einen Seitenkanal des gleichnamigen Flusses Loing. Unter dem Namen des Canal du Loing verläuft die Bezonde noch bis Cepoy, wo sie nach insgesamt rund 35 Kilometern als linker Nebenfluss in den Loing entlassen wird.

## Orte am Fluss
- Nesploy
- Quiers-sur-Bézonde
- Ouzouer-sous-Bellegarde
- Ladon
- Saint-Maurice-sur-Fessard
- Montargis
- Cepoy
- Châlette-sur-Loing